# WTA Elite Trophy 2017 – ženská čtyřhra
Ženská čtyřhra WTA Elite Trophy 2017 probíhala na počátku listopadu 2017. Do deblové soutěže čuchajského tenisového turnaje nastoupilo šest dvojic na pozvání pořadatelů. Obhájcem titulu byl pár složený z turecké tenistky İpek Soyluové a Číňanky Sü I-fan, jež do turnaje nezasáhly.
Vítězem se stal šestý nasazený pár Číňanek Tuan Jing-jing a Chan Sin-jün, který ve finále zdolal turnajové čtyřky a krajanky Lu Ťing-ťing a Čang Šuaj po hladkém dvousetovém průběhu 6–2 a 6–1. Obě šampionky získaly premiérovou společnou trofej. Tuan vybojovala první deblový titul na okruhu WTA Tour a pro Chanovou to bylo druhé takové turnajové vítězství.

## Nasazení párů
1. Ioana Raluca Olaruová /  Olga Savčuková (základní skupina, 0 bodů, 21 250 USD/pár)
2. Alicja Rosolská /  Anna Smithová (základní skupina, 0 bodů, 16 000 USD/pár)
3. Liang Čchen /  Jang Čao-süan (základní skupina, 0 bodů, 16 000 USD/pár)
4. Lu Ťing-ťing /  Čang Šuaj (finále, 0 bodů, 37 135 USD/pár)
5. Ťiang Sin-jü /  Tchang Čchien-chuej (základní skupina, 0 bodů, 21 250 USD/pár)
6. Tuan Jing-jing /  Chan Sin-jün (vítězky, 0 bodů, 47 500 USD/pár)

## Soutěž
| Legenda                                                       |                                                                        |                                                   |
| - Q – kvalifikant - WC – divoká karta - LL – šťastný poražený | - Alt – náhradník - SE – zvláštní výjimka - PR/SR – žebříčková ochrana | - w/o – bez boje - r – skreč - d – diskvalifikace |

### Finále
| Finále |                             |   |   |  |
|        |                             |   |   |  |
|        |                             |   |   |  |
| 4      | Lu Ťing-ťing Čang Šuaj      | 2 | 1 |  |
| 6      | Tuan Jing-jing Chan Sin-jün | 6 | 6 |  |

### Lotosová skupina
|       |                                      | Olaru Savčuková  | Liang Jang    | Tuan Chan        | Zápasy | Sety       | Hry          | Pořadí |
| 1.    | Ioana Raluca Olaruová Olga Savčuková |                  | 6–3, 7–6(7–3) | 3–6, 7–5, [7–10] | 1–1    | 3–2 (60 %) | 23–21 (52 %) | 2.     |
| 3./WC | Liang Čchen Jang Čao-süan            | 3–6, 6–7(3–7)    |               | 6–7(2–7),4–6     | 0–2    | 0–4 (0 %)  | 19–26 (42 %) | 3.     |
| 6.    | Tuan Jing-jing Chan Sin-jün          | 6–3, 5–7, [10–7] | 7–6(7–2),6–4  |                  | 2–0    | 4–1 (80 %) | 25–20 (56 %) | 1.     |

### Orchidejová skupina
|       |                                  | Rosolská Smithová | Lu Čang       | Ťiang Tchang     | Zápasy | Sety        | Hry          | Pořadí |
| 2.    | Alicja Rosolská Anna Smithová    |                   | 3–6, 1–6      | 3–6, 6–4, [6–10] | 0–2    | 1–4 (20 %)  | 13–23 (36 %) | 3.     |
| 4.    | Lu Ťing-ťing Čang Šuaj           | 6–3, 6–1          |               | 7–6(7–3), 6–3    | 2–0    | 4–0 (100 %) | 25–13 (66 %) | 1.     |
| 5./WC | Ťiang Sin-jü Tchang Čchien-chuej | 6–3, 4–6, [10–6]  | 6–7(3–7), 3–6 |                  | 1–1    | 2–3 (40 %)  | 20–22 (48 %) | 2.     |